# Цезения (съпруга на Авъл Цецина)
Вижте пояснителната страница за други личности с името Цезения.
Цезения  или Цезения Петина (на латински: Caesennia Paetina; * 40 пр.н.е.) е римлянка от 1 век пр.н.е.
Произлиза от фамилията Цезении, етруска фамилия от Тарквиния в Древен Рим.
Тя се омъжва за Марк Фулциний. След неговата смърт се омъжва за писателя и оратора Авъл Цецина, приятел от детските му години с Цицерон. Двамата с Авъл Цецина имат две деца. Цецина издава остра критика срещу Юлий Цезар и е заточен до май 43 пр.н.е. в Сицилия, където е заедно със сина им, когато е adulescens, който след това живее при Цицерон в Рим.